# Cambra Municipal de São Paulo
La Cambra Municipal de São Paulo (en portuguès, Câmara Municipal de São Paulo) és l'organisme legislatiu del municipi brasiler de São Paulo.
Des de l'Onzena Legislatura (1993-1997), és formada por 55 regidors, nombre màxim establert per la Constitució –vigent des de 1988. Considerada la major casa legislativa municipal del país, va ser creada el 1560 i és també una de les més antigues. La seva seu actual, coneguda amb el nom de Palau Anchieta, se situa al centre de la ciutat, al Viaduto Jacareí nº 100, i va ser inaugurada el 7 de setembre de 1969.